# Église Saint-Quentin de Chamarande
L'église Saint-Quentin de Chamarande est une église paroissiale catholique, dédiée à saint Quentin, située dans la commune française de Chamarande et le département de l'Essonne.

## Historique
L'église est bâtie au XIIe siècle-XIIIe siècle alors que le village ne possède qu'une cinquantaine d'habitants. L'édifice est incendié pendant les Guerres de Religion. L'édifice est restauré au XIXe siècle du fait d'un don du Duc de Persigny, propriétaire du château de Chamarande.
Une chapelle funéraire est bâtie au XVIIIe siècle-XIXe siècle.
Depuis un arrêté du 6 mars 1926, l'église est inscrite au titre des monuments historiques.

## Pour approfondir